# Zdroj napětí
Zdroj napětí (anglicky voltage source, též zdroj elektrického napětí) je v elektrotechnice takový elektrický zdroj, který na svém výstupu udržuje stálé elektrické napětí bez ohledu na odebíraný elektrický proud.
Ideální zdroj napětí neexistuje, protože vnitřní odpor reálného zdroje omezuje maximální proud, který může elektrickým obvodem protékat. Reálný elektrický zdroj může pro zajištění stabilního napětí na výstupu používat stabilizátor napětí, který ho zajišťuje pomocí úbytku napětí (rozdíl mezi vstupním a výstupním napětím stabilizátoru). Obvyklé použití zdroje napětí je například nabíječka mobilních zařízení (AC adaptér), která na svém USB výstupu poskytuje napětí 5 V. Podle duality elektrotechniky je ke zdroji napětí protějškem zdroj proudu.

## Charakteristika
Podle vnitřního odporu lze rozdělit elektrické zdroje na tvrdé a měkké zdroje. Tvrdý zdroj má vnitřní odpor menší než 1 Ω a má proto menší úbytek napětí na zdroji při zatížení (například olověný akumulátor). Měkký zdroj má vnitřní odpor větší než 1 Ω (například vybitý tužkový článek).
Elektrický zdroj vykonává v elektrickém obvodu elektrickou práci. Velikost této práce za jednotku času je elektrický výkon zdroje.

## Reálné zdroje napětí
Reálným (tedy nikoliv ideálním) zdrojem napětí může být například:
- měnič napětí
  - AC adaptér (připojen do domácí elektrické sítě)
  - transformátor
- chemické zdroje (galvanické články)
  - primární článek (po vybití už nelze použít)
    - Voltův článek, salmiakový článek (Leclancheův článek)
    - zinko-uhlíkový článek, alkalický článek, lithiový článek

  - sekundární článek (po vybití lze nabít, tj. akumulátor)
    - olověný akumulátor, alkalický akumulátor
    - NiCd, NiMH, Li-Ion, Li-Po

  - palivový článek
- mechanické zdroje (elektrický generátor – dynamo, alternátor)
- tepelné zdroje – termočlánek (termoelektrický článek)
- fotoelektrické zdroje – fotovoltaický článek (sluneční článek)
- fyziologické zdroje – elektroplaxy rejnoka, paúhoře

## Porovnání zdrojů
| název zdroje              | elektromotorické napětí | typické použití     |
| ------------------------- | ----------------------- | ------------------- |
| salmiakový článek         | 1,5 V                   | obyčejné baterie    |
| alkalický článek          | 1,5 V                   | kvalitnější baterie |
| olověný akumulátor        | 12,2 V +)               | automobil           |
| Li-Ion                    | 3,7 V                   | mobilní telefon     |
| malý alternátor           | 6,0 V                   | jízdní kolo         |
| velký generátor           | 20 000 V                | elektrárna          |
| termočlánek Fe-konstantan | 0,002 V ++)             | doplňkový zdroj     |
| fotoelektrický článek     | 0,5 V                   | družice             |

+) 6článků v sériovém zapojení

++) při rozdílu teplot 40 °C

## Elektrický zdroj v obvodu
Po připojení zdroje do uzavřeného elektrického obvodu začne obvodem procházet elektrický proud. Na rozdíl od elektromotorického napětí však proud kromě zdroje závisí také na dalších parametrech obvodu.

### Elektrotechnická značka

obecná značka baterie a značka vícečlánkové baterie
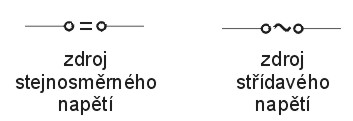
značky pro zdroje

Jestliže záleží na polaritě zdroje, pak se ve značce u jednotlivých pólů vyznačí + a −. Nezáleží-li na polaritě, není nutno + a − vyznačovat.

### Vnitřní odpor
Protéká-li elektrický proud obvodem, protéká také elektrickým zdrojem. Ideální zdroj neklade proudu žádný odpor, jeho vnitřní odpor je nulový a svorkové napětí (napětí na svorkách zdroje) má vždy stejnou velikost jako elektromotorické napětí. U reálných zdrojů se projevuje jejich vnitřní odpor a napětí na svorkách zatíženého zdroje je menší než elektromotorické napětí.

### Sériové zapojení zdrojů
Sériové zapojení dvou a více zdrojů má za následek zvýšení celkového elektromotorického napětí:
{\displaystyle U_{e}=U_{e1}+U_{e2}+...}
Větším elektromotorickým napětí se dosáhne zvětšení výkonu zdroje, nevýhodou je zvětšení celkového vnitřního odporu:
{\displaystyle R_{i}=R_{i1}+R_{i2}+...+R_{i}n}
Sériové zapojení zdrojů se uskutečňuje vodivým spojením pólů s opačnou polaritou. Prakticky se používá např. v plochých bateriích (3 suché články = 3 × 1,5 V = 4,5 V), v kapesních svítilnách (sériové zapojení více baterií), v automobilových akumulátorech (6 jednoduchých akumulátorů = 6 × 2 V = 12 V), ap.

### Paralelní zapojení zdrojů
Paralelním zapojením dvou a více zdrojů se nezvyšuje elektromotorické napětí, ale celkový elektrický výkon zdrojů, které jsou schopny dodávat při stejném napětí větší elektrický proud.
Důležitou podmínkou je stejná velikost elektromotorických napětí jednotlivých zdrojů, aby nedocházelo k tomu, že silnější zdroj bude způsobovat elektrický proud opačného směru ve slabším zdroji. To by představovalo ztráty elektrické energie, v chemických zdrojích by to mohlo způsobit nežádoucí chemické změny.
Paralelní zapojení se uskutečňuje vodivým spojením pólů se stejnou polaritou. Praktické použití je v rozvětvených elektrických obvodech, kde se elektrický proud rozděluje do více větví a je třeba, aby celkový elektrický proud dodávaný zdrojem měl dostatečnou velikost

## Elektromotorické napětí
Charakteristickou vlastností elektrického zdroje je elektromotorické napětí, což je elektrická energie přepočtená na jednotkový elektrický náboj, kterou je schopen zdroj dodávat. Tato energie vzniká z neelektrické práce přesouváním částic s elektrickým nábojem (elektronů, iontů) uvnitř zdroje proti směru vnitřního elektrického pole. Na pólech zdroje se vytváří odlišný elektrický potenciál, jehož rozdíl tvoří elektromotorické napětí.

## Dualita elektrických zdrojů
Reálný zdroj proudu může být nahrazen (modelován) ideálním zdrojem napětí se sériovým odporem a naopak reálný zdroj napětí může být nahrazen ideálním zdrojem proudu s paralelním odporem. Tyto dva modely reálného elektrického zdroje jsou rovnocenné.